# Avenida General Paz
L'avenida General Paz è una autostrada che serve Buenos Aires e la sua vasta area metropolitana. Il suo tracciato, lungo 24 km, segna il confine amministrativo tra la capitale argentina e la provincia di Buenos Aires. È intitolata al militare e patriota argentino José María Paz.

## Storia
Quando fu emanata la legge n° 2087 del 1887 che stabiliva i confini amministrativi della Città Autonoma di Buenos Aires, fu decretata inoltre la costruzione di una strada che segnasse in confine tra la Capitale Federale e la provincia di Buenos Aires. I lavori, progettati dall'architetto Pascual Palazzo e diretti da José María Zaballa Carbó, iniziarono l'8 giugno 1937 e terminarono il 5 luglio 1941.
Nel 1996 la superstrada fu oggetto di una serie di interventi da parte della concessionaria Abertis che eliminarono gli incroci a livello e aumentarono da due a tre le corsie per senso di marcia. Furono inoltre ampliate le complanari, le corsie d'immissione ed emissione e le barriere d'accesso. Nel gennaio 2009 iniziarono una serie di lavori che comportarono tra le cose la realizzazione della quarta corsia tra la barriera Nord (Acesso Norte) ed il barrio di Liniers.